# Julian Sedgwick
Julian Sedgwick (Ramsbottom, Gran Mánchester, Lancashire, Reino Unido; 11 de abril de 1964) es un actor británico. Es conocido por sus actuaciones en películas como Bandidas, Frida, Pecado Original y Dragonball Evolution en el cual interpreta a Mr.Kingery.

## Filmografía
| Año  | Película                             | Personaje                                      | Notas                 |
| ---- | ------------------------------------ | ---------------------------------------------- | --------------------- |
| 1987 | Hurried into eternity                | William Hunt                                   | Movie                 |
| 1995 | Casualty                             | Roger                                          | TV series             |
| 1996 | 999 Lifesavers                       | Lee                                            | TV documentary series |
| 1999 | Primal force                         | Stan Kovacs                                    | Movie                 |
| 2000 | Pilgrim                              | Joel                                           | Movie                 |
| 2001 | Warden of Red Rock                   | Carter                                         | Movie                 |
| 2002 | Keep the faith, baby                 | Daryl Turner/newspaper reporter                | Movie                 |
| 2002 | Frida                                | Russell Waites/New York newspaper photographer | Movie                 |
| 2003 | Dame tu cuerpo                       | Julian Skeete/Scottish whiskey company owner   | Movie                 |
| 2003 | And starring Pancho Villa as himself | Carl von Hoffman                               | Movie                 |
| 2003 | Clap!... El lugar de tus sueños      | Doctor Truck                                   | Soap                  |
| 2004 | Zapata - El sueño del héroe          | Henry Lane Wilson/US ambassador                | Movie                 |
| 2004 | Amar otra vez                        | Special guest                                  | Soap                  |
| 2004 | Mujer de madera                      | Dr Wilson's assistant                          | Soap                  |
| 2006 | Bandidas                             | Hank Taverner/Regulator 1                      | Movie                 |
| 2006 | Gringoland                           | Quincy Giles                                   | Movie                 |
| 2007 | Destilando amor                      | British newscaster                             | Soap                  |
| 2007 | Cuando las cosas suceden             | Priest                                         | Movie                 |
| 2007 | Trece miedos                         | Suited man                                     | TV series             |
| 2007 | Species: The Awakening               | Logan Wilson                                   | Movie                 |
| 2008 | Las tontas no van al cielo           | Dr Read                                        | Soap                  |
| 2008 | Casi divas                           | Ted                                            | Movie                 |
| 2008 | Querida enemiga                      | Mr Jones                                       | Soap                  |
| 2008 | El pantera                           | Welles                                         | TV series             |
| 2009 | Dragonball evolution                 | Mr Kingery                                     | Movie                 |
| 2009 | XY: La revista                       | William                                        | TV series             |
| 2010 | No eres tú, soy yo                   | Priest                                         | Movie                 |
| 2011 | This is not a movie                  | Brian Bullock/Executive                        | Movie                 |
| 2011 | The last death                       | Dr Castañeda                                   | Movie                 |
| 2011 | Colombiana                           | Jim                                            | Movie                 |
| 2011 | El encanto del águila                | President Woodrow Wilson                       | TV series             |
| 2012 | Sur la piste du Marsupilami          | Edward/Tourist                                 | Movie                 |
| 2013 | Instructions not included            | Judge Fairchild                                | Movie                 |
| 2014 | Cantinflas                           | Charlie Chaplin                                | Movie                 |
| 2014 | Gloria                               | Peter Tinsley/Sound engineer                   | Movie                 |
| 2014 | Pamboleros - "El héroe"              | Arsenal F.C. talent scout                      | TV series             |
| 2015 | 600 miles                            | Ray Wilson                                     | Movie                 |
| 2016 | Me estás matando Susana              | Milton Cross/English film director             | Movie                 |
| 2016 | Joan Sebastian - El poeta del pueblo | US Intern                                      | TV series             |
| 2016 | Grandes transformaciones de México   | James Creelman                                 | TV documentary series |
| 2016 | Pancho Villa: Se busca vivo o muerto | President Woodrow Wilson                       | TV series             |
| 2016 | Su nombre era Dolores                | Gringo policeman                               | TV series             |
| 2017 | La Piloto                            | Joseph Montgomery                              | TV series             |
| 2017 | Run coyote run                       | Minutemen boss                                 | TV series             |
| 2018 | ZeroZeroZero                         | Sounders - Chief Engineer                      | TV series             |
| 2018 | Por amar sin ley                     | Justice William Albertson                      | Soap                  |
| 2020 | Identidad falsa                      | Mr. Smith                                      | TV series             |
| 2021 | Luis Miguel: la serie                | Frank Sinatra                                  | TV series             |
| 2021 | Torn from her arms                   | Judge Flanagan                                 | Movie                 |
| 2021 | Acapulco                             | Rolf                                           | TV series             |
| 2023 | Ana                                  | Charles                                        | TV series             |
| 2024 | El Maleficio                         | Governor of New York                           | TV series             |
| 2024 | Blink Twice                          | Husband                                        | Movie                 |
| 2024 | 1938                                 | Embassador Daniels                             | Movie                 |
|      |                                      |                                                |                       |